# Massacre d'al-Qaryatayn
Le massacre d'al-Qaryatayn a lieu entre le 1er et le 21 octobre 2017 pendant la guerre civile syrienne. 

## Prélude
Située au sud-est de Homs, la ville d'al-Qaryatayn était peuplée de 30 000 habitants, dont 900 chrétiens, avant le début de la guerre civile syrienne, au cours de laquelle elle change plusieurs fois de main. Al-Qaryatayn est prise une première fois par les troupes de l'État islamique le 6 août 2015. Les djihadistes saccagent ou détruisent des églises chrétiennes et enlèvent 230 civils, dont 170 sunnites et 60 chrétiens, parmi lesquels figurent également 45 femmes et 19 enfants, accusés de « collaboration avec le régime »,,. L'armée syrienne finit par reprendre la ville le 3 avril 2016, après plusieurs mois d'affrontements dans la région.

## Déroulement
En 2017, les troupes du régime syrien et leurs alliés lancent une grande offensive contre l'État islamique dans la Badiya, les régions désertiques de l'est de la Syrie. Les loyalistes réalisent une progression importante et avancent jusqu'à Deir ez-Zor. Mais fin septembre, l'État islamique lance une contre-offensive sur plusieurs postes tenus dans le désert par l'armée et des milices syriennes. Le 1er octobre, les djihadistes reprennent à l'aube le contrôle de la ville d'Al-Qaryatayn qu'ils vont tenir ensuite pendant vingt jours,.
Plusieurs civils accusés de collaboration avec le régime de Bachar el-Assad sont massacrés au cours du mois d'octobre. Certains sont tués à l'arme blanche et d'autres par balles. Selon les sources de l'OSDH, la grande majorité des victimes sont exécutées dans les deux derniers jours avant que les hommes de l'EI ne prennent la fuite.
Le 21 octobre, les 200 djihadistes présents à al-Qaryatayn abandonnent la ville et se replient dans le désert. Al-Qaryatayn repasse le même jour sous le contrôle du régime, les habitants retrouvent alors les cadavres des victimes de l'État islamique, dispersés dans les rues et à l'intérieur des maisons.

## Bilan humain
Selon l'Observatoire syrien des droits de l'homme, au moins 116 victimes sont recensées. Selon le régime syrien, les djihadistes ont également emmené avec eux 38 jeunes hommes lorsqu'ils ont abandonné la ville ; certains parviennent par la suite à s'échapper et à rentrer chez eux.